# Loxodonta cyclotis
L'elefante africano di foresta (Loxodonta cyclotis Matschie, 1900) è un mammifero proboscidato appartenente alla famiglia Elephantidae, diffuso in Africa.
È stato a lungo ritenuto una sottospecie dell'elefante africano (Loxodonta africana). Recentemente, l'analisi del DNA ha mostrato che si tratta di due specie separatesi circa 2-7 milioni di anni fa. Nel 2016, le analisi delle sequenze del DNA hanno mostrato che L. cyclotis è più vicino alla specie europea estinta Palaeoloxodon antiquus, di quanto lo sia rispetto all'elefante africano.

## Descrizione
L'elefante africano di foresta si distingue morfologicamente dall'elefante africano comune per le seguenti caratteristiche: la mandibola è lunga e stretta anziché corta e larga; le orecchie sono più arrotondate; le zanne sono più dritte, più dure, e di un colore vagamente rosato; le dimensioni sono inferiori. Alcuni maschi posseggono zanne così lunghe da toccare il terreno proprio come alcuni antichi mastodonti. L'elefante delle foreste maschio raramente supera i 2,5 metri di altezza, contro i 3 metri (qualche volta 4) del L. africana.
L'elefante delle foreste a differenza dell'elefante africano è addomesticabile e può essere utilizzato dall'uomo come animale da lavoro. Come esso invece è privo da adulto di predatori naturali; i cuccioli isolati, invece, possono essere uccisi dai leopardi.

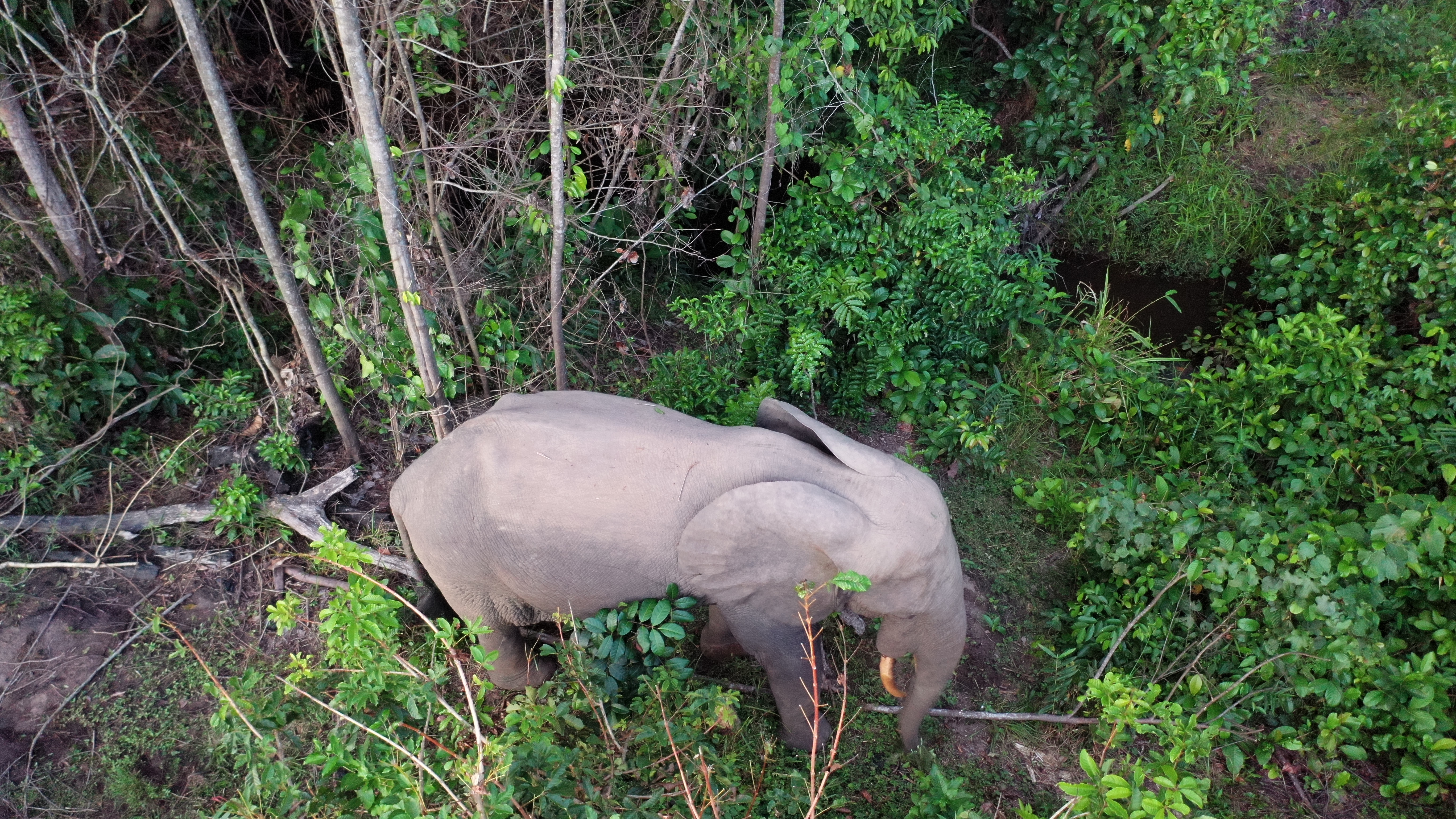
Un elefante di foresta nel Gabon

## Distribuzione e habitat
La specie è presente nelle foreste dell'Africa centrale. La zona delle foreste pluviali è molto definita, possiamo tranquillamente stabilire che gli elefanti di foresta si trovino in Repubblica del Congo, Gabon, Repubblica Democratica del Congo e nel sud della Repubblica Centrafricana. In alcune classificazioni più o meno discutibili gli elefanti del Ghana fanno parte della sottospecie Elefante africano occidentale (Loxodonta africana oxyotis), in realtà hanno dei tratti molto simili a quelli dei vicini elefanti di foresta come ad esempio la proboscide stretta. Precisiamo che l'attribuzione di tale sottospecie è molto rara e che le classificazioni tradizionali tendono a non soffermarsi sulle varie sottospecie di Loxodonta africana.

## Tassonomia
È stato a lungo ritenuto una sottospecie dell'elefante africano (Loxodonta africana). Recentemente, l'analisi del DNA ha mostrato che si tratta di due specie diverse. È possibile che l'elefante nordafricano, oggi estinto, fosse una sottospecie dell'elefante delle foreste; anche l'elefante pigmeo (che è oggetto di controversie presso i paleontologi) viene talvolta considerato una variante dell'elefante delle foreste la cui crescita ridotta potrebbe essere stata dovuta a condizioni ambientali e non a differenze genetiche.
La scoperta delle differenze genetiche fra le due specie di elefanti africani si deve a una serie di test del DNA che avevano originariamente lo scopo di rintracciare l'origine di avorio sequestrato ai bracconieri. Queste analisi dimostrarono che la diversità genetica fra L. africana e L. cyclotis corrisponde a circa 2/3 di quella fra l'elefante africano e quello indiano.